# Cantons de Martinica
Llista des 45 cantons del departament de Martinica, per districte:
- districte de Fort-de-France (16 cantons - sots prefectura : Fort-de-France) :
Fort-de-France-1 - Fort-de-France-2 - Fort-de-France-3 - Fort-de-France-4 - Fort-de-France-5 - Fort-de-France-6 - Fort-de-France-7 - Fort-de-France-8 - Fort-de-France-9 - Fort-de-France-10 - Le Lamentin-1-Sud-Bourg - Le Lamentin-2-Nord - Le Lamentin-3-Est - Saint-Joseph - Schœlcher-1 - Schœlcher-2

- districte de Le Marin (13 cantons - sots prefectura : Le Marin) :
Les Anses-d'Arlet - Le Diamant - Ducos - Le François-1-Nord - Le François-2-Sud - Le Marin - Rivière-Pilote - Rivière-Salée - Sainte-Anne - Sainte-Luce - Saint-Esprit - Les Trois-Îlets - Le Vauclin

- districte de Saint-Pierre (5 cantons - sots prefectura : Saint-Pierre) :
Le Carbet - Case-Pilote-Bellefontaine - Le Morne-Rouge - Le Prêcheur - Saint-Pierre

- districte de La Trinité (11 cantons - sots prefectura : La Trinité) :
L'Ajoupa-Bouillon - Basse-Pointe - Le Gros-Morne - Le Lorrain - Macouba - Le Marigot - Le Robert-1-Sud - Le Robert-2-Nord - Sainte-Marie-1-Nord - Sainte-Marie-2-Sud - La Trinité